# تقويم أمازيغي

ورقة رزنامة جزائرية موافقة لأول أيام السنة الأمازيغية (عجمية)

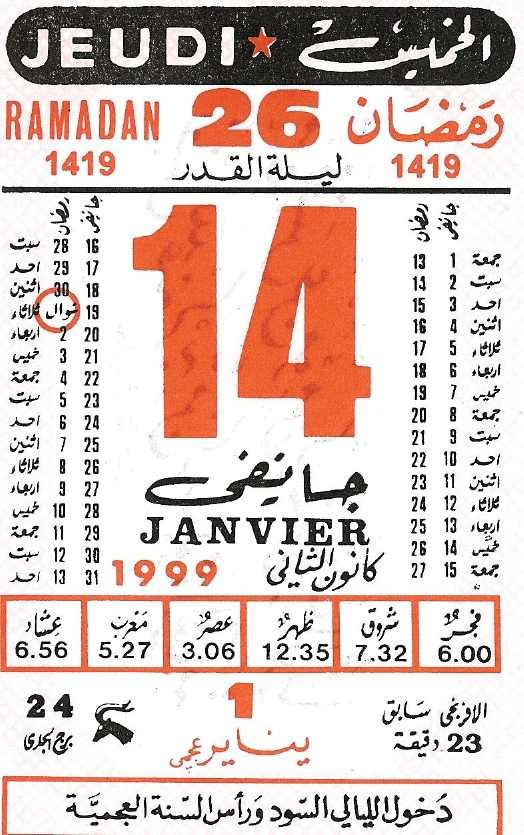
رزنامة لليوم الأول من السنة الأمازيغية الموافقة آنذاك ل 14 جانفي

التقويم الأمازيغي أو التقويم الفلاحي أو التقويم العجمي هو تقويم زراعي قليل ما يستعمل في دول شمال أفريقيا. يعرف أيضًا بـ التقويم الفلاحي (أي الريفي) نظرا لارتباطه الوثيق مع الفلاحة والزراعة في شمال إفريقيا أي من أجل تنظيم الأعمال الزراعية الموسمية. أصله حسب الرويات التاريخية يرجع لبقايا التواجد الروماني[وفقًا لِمَن؟]
يوافق 2020 في التقويم الميلادي الحالي 2970 أي بإضافة 950 سنة. إلا ان هناك اختلاف حول أول أيام العام الأمازيغي فهناك من يحتفل به يوم 13 والبعض 12 يناير/كانون الثاني.

## أصله
يعتبر التقويم الأمازيغي الحالي من بقايا التواجد الروماني في شمال افريقيا[محل شك]؛ فهو من أحد الأشكال المتبقية لتقويم اليولياني الروماني الذي استعمل في أوروبا قبل إدخال التقويم الجريجوري الذي ما يزال قيد الاستعمال لدى الكنائس الشرقية؛ لذلك نجد أن:
- أسماء شهور التقويم الأمازيغي مشتقة من اللاتينية.[3]
- أول يوم من شهر «يناير» (وهو بداية السنة عند الأمازيغ) يتوافق مع يوم 12 كانون الثاني من التقويم الجريجوري، والذي يتزامن مع الإزاحة التي تراكمت خلال القرون بين التواريخ الفلكية والتقويم اليولياني وهذا اليوم يسمّى بـ «إيض ناير» أي ليلة رأس السنة الجديدة.
- طول السنة وطول الشهور عند الأمازيغ هو نفسه في التقويم اليولياني: ثلاث سنوات مكونة من 365 يوما تليها سنة كبيسة مكونة من 366 يوم، والشهر ينقسم إلى 30 أو 31 يوم مع بعض الاختلافات الطفيفة في حسابات شهر فبراير.
- أما تأخر رأس السنة الأمازيغي عن الروماني بـ 12 يوما يرجع إلى المعتقدات الأمازيغية التي لا تزال تروى في المنطقة الأوراسية الشاوية وهي قصة المعزة المسماة سلف المعزة: آرطّال ن'تغاطّ ⴶⵔⴻⵜⵜⴰⵍ ⵏⵜⵖⴰⵜⵜ

بينما أكد (Jean Servier) أن التقويم الأمازيغي ليس مشتقًا من التقويم اليولياني كما يظن علماء الفلك، وإنما من التقويم القبطي - المشتق من التقويم المصري.
هناك نماذج شبه موحدة لأسماء التقويم الأمازيغي، ويتضمّن الجدول أدناه على الأسماء المتعارف عليها في تونس والجزائر والمغرب، وهي مختلفة من منطقة إلى أخرى في شمال أفريقيا؛ بسبب سوء التواصل، والتلاعب الحكومي، واختلاف اللهجات المحلية بين المغاربة والأمازيغ.

## قصة سلف المعزة
حسب المعتقدات الميثولوجية الأمازيغية استهانت عنزة بقوى الطبيعة فاغترت بنفسها وخرجت تتراقص وتتشفى في شهر يِناير الذي انتهى وذهب وذهبت معه ثلوجه وعواصفه وبرده عوض أن تشكر السماء كانت تتحدّى الطبيعة، فغضب يناير وطلب من فورار أن يقرضه يوما حتى يعاقب المعزة على جحودها وجرأتها، ومن هنا جاء تناقص أيام فورار وإضافة يوم إلى ينايِر (31 يوما)وهدد المعزة قائلا لها: نسلّف نهار من عند فورار ونخلي قرونك يلعبو بهم الصغار في ساحة الدوار ففي يوم 31 قام يناير بإثارة عواصفه وزوابعه وثلوجه حيث لقيت المعزة مصرعها... وإلى يومنا هذا يستحضر بعض الأمازيغ يوم سلف المعزة ويعتبرون يومها يوم حيطة وحذر، ويفضل عدم الخروج للرعي 12 يوما مخافة عاصفة شديدة.

## الأشهر الأمازيغية
| شهور السنة (في ليبيا والمغرب) | شهور السنة (في تونس والجزائر) | شهور السنة الأمازيغية [بحاجة لمصدر] | شهور السنة (في منطقة السهوب) |
| ----------------------------- | ----------------------------- | ----------------------------------- | ---------------------------- |
| يناير                         | جانفي                         | يناير                               | الناير                       |
| فبراير                        | فيفري                         | فورار                               | فورار                        |
| مارس                          | مارس                          | مارس                                | مغرس                         |
| أبريل                         | أفريل                         | يبرير                               | يبرير                        |
| ماي                           | ماي                           | مايو                                | مايو                         |
| يونيو                         | جوان                          | يونية                               | يونيا                        |
| يوليوز                        | جويلية                        | يوليز                               | يوليا                        |
| غشت                           | اوت                           | غُشت                                 | غُشت                          |
| شتنبر                         | سبتمبر                        | شتنبر                               | شتانبر                       |
| أكتوبر                        | أكتوبر                        | طوبر                                | توبر                         |
| نونبر                         | نوفمبر                        | وانبر                               | فمبر                         |
| دجنبر                         | ديسمبر                        | جنبر                                | جامبر                        |

1/الشهور الشمسية الأمازيغية ذات الأصل الروماني أو الأوروبي:
Yennayer أو Yanyur (يناير)
Yebrayer أو Sinyur (فبراير / يبراير)
Mares أو Meɣres أو Krayur (مارس)
Yebrir أو Kuzyur (أبريل)
May أو Semyur (ماي)
Yunyu أو Sedyur (يونيو)
Yulyuz أو Sayur أو izeɣ (يوليوز)
Ɣuct غوشت) أو) Tamyur (غشت)
Cutembir أو Tzayur (شتنبر / شتمبر)
Ktuber أو Mrayur (أكتوبر)
Nwanbir أو Yemrayur (نونبر)
Dujembir أو Duǧember أو Meggyur (دجنبر / دجمبر)
2/ الشهور القمرية الإسلامية الطوارقية:
يستخدم الطوارق في جنوب الجزائر ومالي والنيجر أسماء خاصة للشهور الإسلامية العربية. وبعض الشهور القمرية الطوارقية الإسلامية المستخدمة ظهر في اللغة الطوارقية مع انتشار الإسلام بينما يرجع أصل بعض الشهور الأخرى إلى التقويم الطوارقي السابق للإسلام. ويجب الانتباه إلى أن أسماء الشهور القمرية الطوارقية الإسلامية ليست ترجمات لمعاني أسماء الشهور العربية الإسلامية، وإنما هي أسماء ذات معاني أخرى ولكن تستخدم كمقابلات أو معادلات للشهور الإسلامية.
Tamessdeq (تامسّدق) أو Tin Dufan : يقابل «محرم» العربي الإسلامي
Tallit Seṭṭeft (تالّيت سطّفت): يقابل «صَفَر» العربي الإسلامي
Tallit Erɣet (تالّيت ارغت): ربيع الأول
Awhim Wa Yezzaren : ربيع الثاني
Awhim Wa Yelkamen : جمادى الأولى
Sarat (سارات): جمادى الثانية
Tinamɣarin (تينامغارين): رجب
Amezzihel (أمزّيهل) شعبان
Tin Oẓom (تين وژوم): رمضان
Tissi (تيسّي): شوال
Tan Ger Madden (تان گر مادّن): ذو القعدة
Tafaski: ذو الحجة
3/ الشهور الأمازيغية القديمة ما قبل الإسلام وما قبل الرومان:
تنبيه: طريقة كتابة أسماء هذه الشهور الأمازيغية القديمة هي وفق طريقة النطق الأمازيغي القديم الذي كان سائدا في شمال أفريقيا والذي كان أقرب إلى النطق الطوارقي الحالي، حسب ما تشير إليه الدراسات.
الشهر 1: Tayyuret Tezwaret (المعنى: القمر الأول)
الشهر 2: Tayyuret Teggʷerat (المعنى: القمر الأخير)
الشهر 3: Yardut
الشهر 4: Sinwa
الشهر 5: Tasra Tezwaret (المعنى: القطيع الأول)
الشهر 6: Tasra Teggʷerat (المعنى: القطيع الأخير)
الشهر 7: Awdayeɣet Yezwaren (المعنى: الظبي الأول)
الشهر 8: Awdayeɣet Yeggʷeran (المعنى: الظبي الأخير)
الشهر 9: Awzimet Yezwaren (المعنى: الغزالة الأولى)
الشهر 10: Awzimet Yeggʷeran (المعنى: الغزالة الأخيرة)
الشهر 11: Aysi
الشهر 12: Nim
4/ الفصول الأمازيغية:
Tafsut: الربيع: ⵜⴰⴼⵙⵓⵜ
Anebdu أو Awilan: الصيف: ⴰⵏⴱⴷⵓ أو ⴰⵡⵉⵍⴰⵏ
Amwan: الخريف: ⴰⵎⵡⴰⵏ
Tagrest أو Tajrest: الشتاء: ⵜⴰⴳⵔⵙⵜ أو ⵜⴰⵊⵔⵙⵜ
5/ المراجع الأكاديمية:
- أسماء الشهور في أمازيغية القرون الوسطى Names of the months in medieval Berber ، من كتابة الباحث: Nico van den Boogert ضمن كتاب: Articles de linguistique berbère ، من إعداد الباحث: Kamal Naït-Zerrad. منشورات: L'Harmattan. فرنسا. 2002.
- القاموس الطوارقي الألماني اللغوي والثقافي Wörterbuch zur Sprache und Kultur der Twareg. تأليف: Hans Ritter. منشورات: Harrassowitz Verlag. ميونيخ، ألمانيا. 2009.
- القاموس الطوارقي الفرنسي Dictionnaire touareg français. تأليف: Karl G. Prasse. منشورات جامعة كوبنهاغن، الدانمارك. 2003.
- المعجم العربي الأمازيغي، 3 مجلدات، تأليف: محمد شفيق، أكاديمية المملكة المغربية. الرباط. 1990، 1993، 2000.
- The Mul.Apin tablets ألواح «مول ابين» الطينية المسمارية البابلية. web.archive.org
- Calendars in Antiquity التقاويم في العالم القديم. Sacha Stern. منشورات Oxford. بريطانيا. 2012.
- Essai sur les origines des Touaregs محاولة للبحث حول أصول الطوارق. تأليف: Jacques Hureiki. منشورات: Karthala. فرنسا. 2003.
- Études berbères et chamito-sémitiques: mélanges offerts à Karl-G. Prasse
دراسات أمازيغية وأفروآسيوية. إعداد: Salem Chaker. منشورات: Peeters Publishers. بلجيكا. 2000.

## الأيام بالأمازيغية
| الأيام بالعربية | الأيام بالأمازيغية          |
| --------------- | --------------------------- |
| الإثنين         | ⴰⵢⵏⴰⵙ أيناس                 |
| الثلاثاء        | ⴰⵙⵉⵏⴰⵙ أسيناس               |
| الأربعاء        | ⴰⴽⵕⵕⴰⵙ أكراس (بتفخيم الراء) |
| الخميس          | ⴰⴽⵡⴰⵙ أكواس                 |
| الجمعة          | ⴰⵙⵉⵎⵡⴰⵙ أسيمواس             |
| السبت           | ⴰⵚⵉⴹⵢⴰⵙ أصيضياس             |
| الأحد           | ⴰⵙⴰⵎⴰⵙ أساماس               |

## التّقويم الفلاحي في تونس
- الليالي البيض هي فترة تبدأ يوم 25 ديسمبر وتنتهي يوم 13 يناير، يكون الطّقس فيها شديد البرودة في الليل ودافئا في النّهار، سُمّيت بذلك لقلّة وجود السّحب والغيوم فيها.
- الليالي السود هي فترة تبدأ يوم 14 يناير وتنتهي يوم 02 فبراير من كل سنة، يكون فيها الطّقس فيها شديد البرودة في النّهار ودافئا في الليل، سمّيت بذلك لكثرة وجود السّحب والغيوم فيها.
- العزارة هي فترة تبدأ يوم 3 فبراير وتنتهي يوم 13 من نفس الشهر، يكون فيها الطّقس تارة جميلا وتارة باردا وممطرا.
- قرة العنز هي فترة تبدأ يوم 14 فبراير وتنتهي يوم 19 من نفس الشهر، وهي فترة شديدة البرودة من الشّتاء، ينزل فيها البرد والثلج.[6]
- نزول جمرة الهواء هي فترة تبدأ يوم 20 فبراير وتنتهي يوم 26 من نفس الشهر، يصبح فيها الهواء دافئا تدريجيّا.
- نزول جمرة الماء يوم 27 فبراير من كل سنة، تزول فيه البرودة من المياه وتصبح دافئة.
- نزول جمرة التراب هي فترة تبدأ يوم 06 مارس وتدوم أربعة أيّام، تأتي بعد دخول فصل الربيع، وتبدأ فيها الأرض بالدّفئ تدريجيّا.
- الحسوم هي فترة تبدأ يوم 10 مارس وتنتهي يوم 17 من نفس الشهر، هي فترة تلاقح النباتات، وتتميّز بكثرة هبوب الرّيح.
- أوسو هي فترة صيفيّة تمتدّ حوالي خمسة عشر يوما، تبدأ يوم 25 يوليو ويكون فيها الطقس شديد الحرارة.

## التّقويم الفلاحي فيمنطقة السهوب
- سعد الشولة: تأخذ أربعة أيام من نهاية الشهر الأخير للخريف ويقال عنها ((إذا جاء المطر في الشولة وجد المطمر للعولة)). أي أن المحصول الزراعي يكون وافرا.
- النعامة: يحل في اليوم السادس منها شهر دجنبر وهذا الشهر يدعى شهر الإضاءة ذلك لأنه يعتقد أنه في ليلة من ليالي هذا الشهر يأخذ الماء قوام الدم لذا وجب فحص الماء ليلا بالإضاءة قبل شربه كما يتجنبون تناول ما يتبقى من وجبة العشاء صباحا وتمنع الحراثة في هذه الفترة.
- البلدة: يقال عنها ((تزيد في البرد شدة وفي الليل مدة وفي الكرش نفدة)) أي يشتد البرد في هذه الفترة وتزيد مدة الليل على حساب النهار وتزيد الحاجة إلى الغذاء لأن الكائن الحي يصرف طاقة في حماية الجسم من البرد.
- سعد الذابح: يحل رأس السنة الفلاحية ليلة الحادي عشر منه وفي هذه الليلة يحتفل بها بتحضير وجبة من خليط الحبوب الجافة والسمن ويقتلع عن عادة إضاءة الماء ليلا.
- بولاع: يقال عنه ((إذا مات بولاع مات الشتاء قاع)) إذ يصل البرد إلى أقصاه في هذه الفترة.
- سعد السعود: يقال عنه: ((يجري الماء في العود)) أي العصارة تجري في أوعية الأشجار بعد أن كانت في سبات ((الكمون)).
- سعد الخبايا: يقال عنه: ((سعد الخبايا نفاض الضبايا ما تبقى حاجة مخبايا)) أي في هذه الفترة يستنفد الفلاحون عولة العام الماضي كما أن الكائنات الحية التي كانت في البيات الشتوي تخرج جميعا لأن الجو يتحسن ويقترب موعد الربيع ثلاث أيام أفراق بين الفصلين. وغالبا ما يسمع الرعد في هذه الفترة ذلك لأن الرعد نادرا ما يسمع في فصل الشتاء. حمرة السماء صباحا تدل على أن الحالة الجوية تكون رديئة بخلاف حمرتها مساءا.
- الليالي الموتى: مدتها 40يوما أي 20يوما بعد العام الفلاحي و 20 يوما قبله. وتأخذ أربعة أيام من سعد السعود لذا يقال ((أربعة سود في سعد السعود)) كما أن الفترة تتميز بالكمون الأقصى حتى يقال عن الزراعة ((حرث الليالي الأول مثل التالي)) أي التطور النباتي والإنبات لا يحصل في هذه الفترة لأن درجة الحرارة الملائمة غير متوفرة.[7]
- قرة المعزة: هي فترة تبدأ يوم 14 فبراير وتنتهي يوم 19 من نفس الشهر، وهي فترة شديدة البرودة من الشّتاء، ينزل فيها البرد والثلج.[6]
- حروف الطا: يقال عنهم: ((إذا دخلو حروف الطا ميّز في الوطا)).
- الحسوم: هي فترة تبدأ يوم 10 مارس وتنتهي يوم 17 من نفس الشهر، هي فترة تلاقح النباتات، وتتميّز بكثرة هبوب الرّيح.

يقال عنهم: ((إذا فاتو الحسوم لوح كساتك وعوم)).
- بياع برنوسو: هي فترة برودة تلي أيام دافئة، تبدأ يوم 15 أفريل وتنتهي يوم 30 من نفس الشهر.
- الصمايم: هي فترة صيفيّة تمتدّ حوالي أربعون يوما، تبدأ يوم 25 يوليو ويكون فيها الطقس شديد الحرارة. تنقسم إلى 20 نار و20 نوار: الأولى حرارة قصوى والثانية متوسطة حيث تزرع بها الأشتال مثل الطماطم.... الخ.كما تهب في هذه الفترة رياح شهيلي.
- عنصلة: يكون يوم 37 من الصيف (أول أيام الصيف في التقويم الفلاحي هو 30 ماي) وكل النباتات الحولية تجف، وهي تشمل منزلة الهفعة والهنعة والذراع.
- غشت: 14 أوت ((كول منين شت)) يقصد به أي نخله يسقط عليها نظرك فتأكد بأن بها تمر ناضج ويقال تنشأ به نواة البرد كما يبتدئ تشكل الجنين في البيضة ويرون أن برد هذه الفترة ضار فيقال: ((ضربة بالسيف ولا برد الصيف)).
- آوس: في شهر غشت يقال عنه ((حيطك لا تمس وولدك عس)) أي أن العقارب يشتد أذاها في هذه الفترة وتؤدي لسعاتها للموت. لذا ينصح من عدم الاقتراب من شقوق الجدران ويجب حماية الأطفال على ذلك.[8]